# Liste d'associations espérantophones

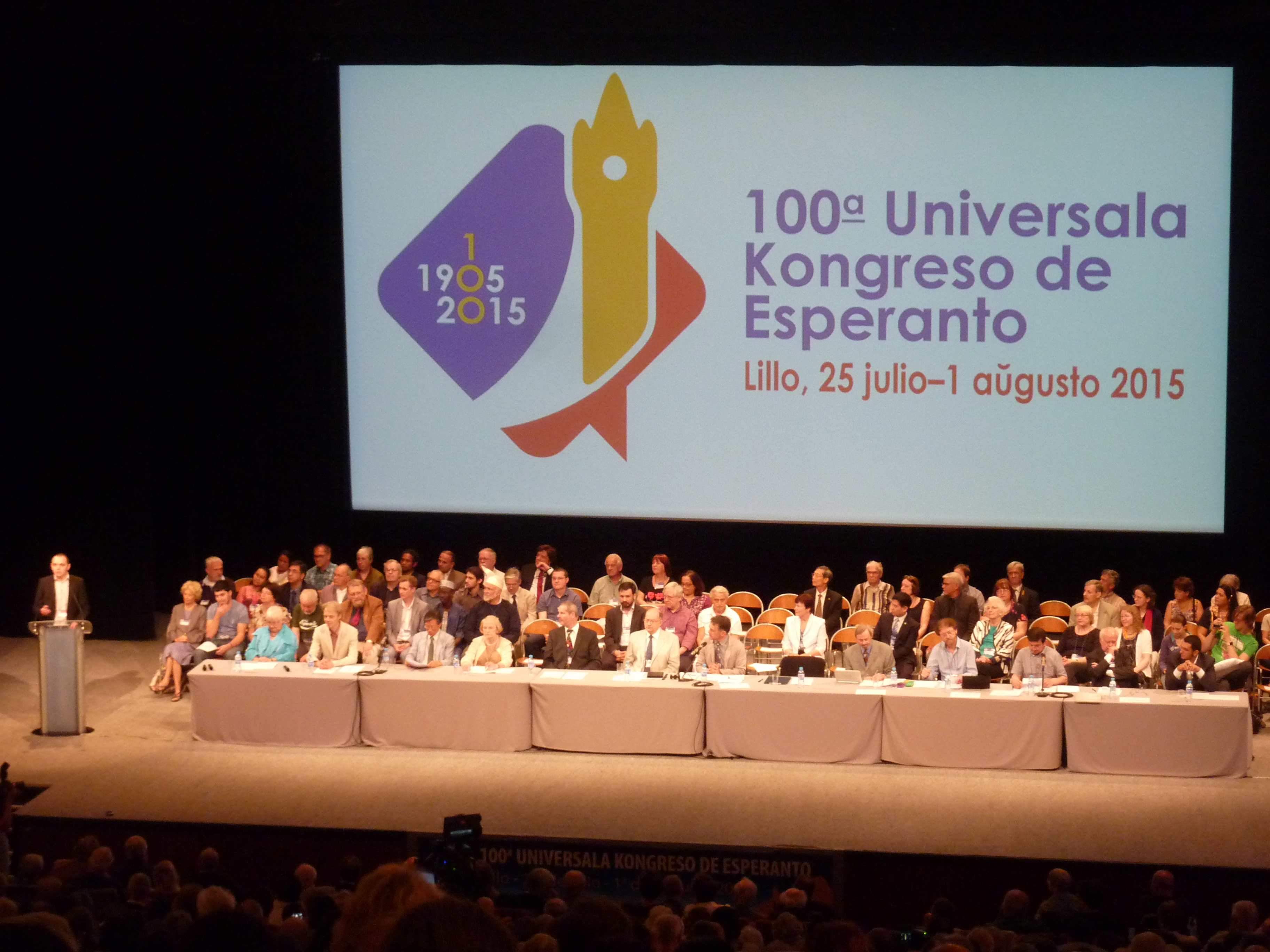
mondial d’espéranto, Lille : lors de la cérémonie d’ouverture, un représentant d’association par pays salue les participants (derrière les membres du bureau de l’association mondiale d’espéranto)

Les associations espérantophones sont présentes dans le monde entier et chacune est animée par ses propres buts.

## Association universelle d'espéranto
L’association universelle d'espéranto coordonne l’action de nombreuses associations présentes dans 120 pays du monde, dont certaines sont affiliées et reconnues comme membres :

### Amériques
- (1903)  Mexique : Fédération mexicaine d'espéranto (eo)
- (1905)  États-Unis : Esperanto-USA
- (1907)  Brésil : Ligue brésilienne d'espéranto
- (1907)  Canada : Association canadienne d'espéranto
- (1911)  Colombie : Ligue colombienne d'espéranto (eo)
- (1912)  Venezuela : Association vénézuélienne d'espéranto (eo)
- (1924)  Uruguay : Société uruguayenne d'espéranto (eo)
- (1941)  Argentine : Ligue argentine d'espéranto (eo)
- (1953)  Costa Rica : Association costaricaine d'espéranto (eo)
- (1978)  Chili : Association chilienne d'espéranto (eo)
- (1979)  Cuba : Association cubaine d'espéranto (eo)
- (....)  Guatemala : Association guatémaltèque d'espéranto (eo)
- (....)  Pérou : Association péruvienne d'espéranto (eo)

### Afrique

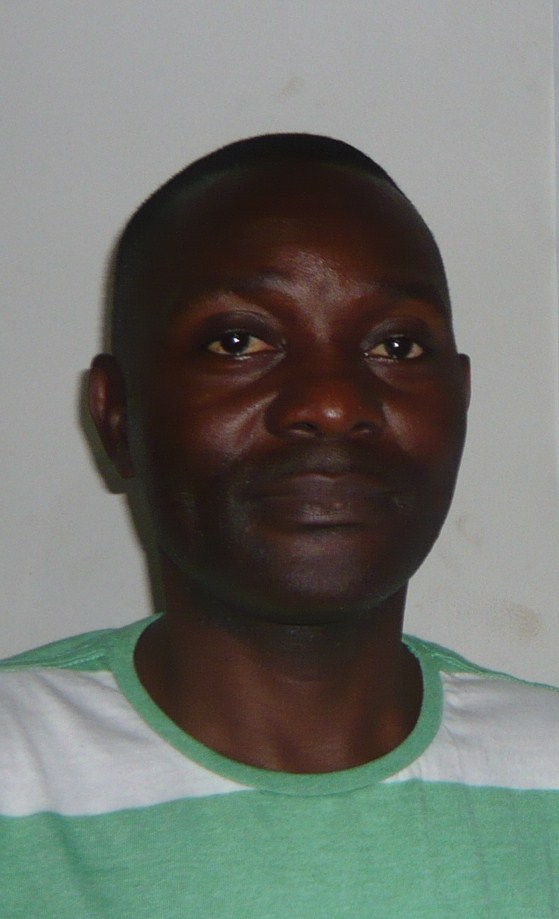
Émile Malanda Nianga, coordinateur de la commission Afrique, au sein de l’association universelle d’espéranto

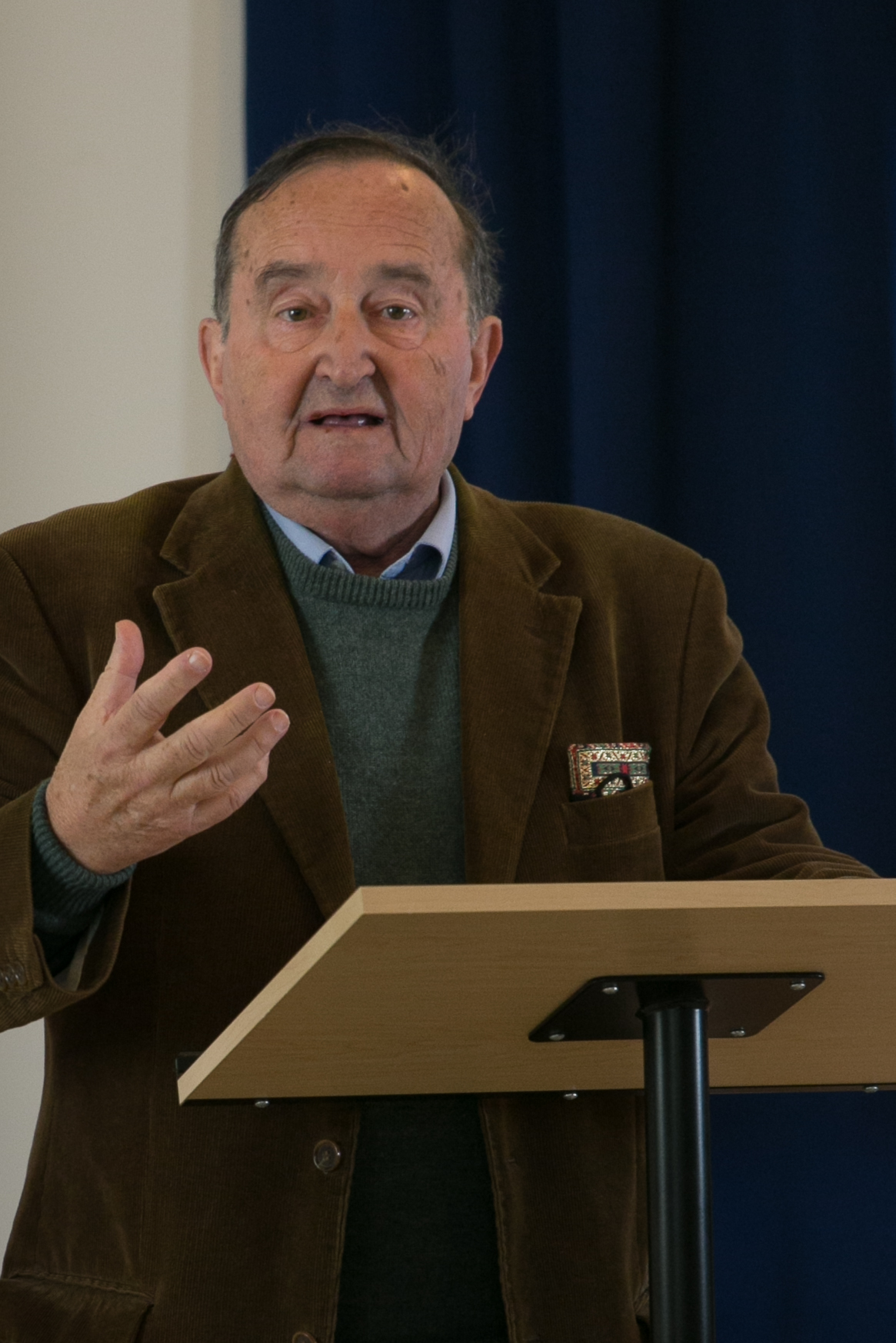
Renato Corsetti, coordinateur de la commission Moyen-Orient et Afrique du Nord, au sein de l’association universelle d’espéranto

- (1960)  Madagascar : Union des espérantistes malgaches (eo)
- (1962)  Afrique du Sud : Association sud-africaine d'espéranto (eo)
- (1963)  République démocratique du Congo : Association congolaise démocrate d'espéranto (eo)
- (1983)  Côte d'Ivoire : Association ivoirienne d'espéranto (eo)
- (1987)  Togo : Union togolaise pour l'espéranto (eo)
- (1992)  Tanzanie : Association tanzanienne d'espéranto (eo)
- (1996)  Bénin : Fédération béninoise d'espéranto
- (....)  Angola : Association angolaise d'espéranto (eo)
- (....)  Burundi : Association nationale d'espéranto au Burundi (eo)
- (....)  Cameroun : Association espérantiste camerounaise (eo)
- (....)  Comores : Association comorienne d'espéranto (eo)
- (....)  Ghana : Mouvement ghanéen d'espéranto (eo)
- (....)  Mali : Mouvement malien d'espéranto (eo)
- (....)  Niger : Club nigérien d'espéranto (eo)
- (....)  Nigeria : Fédération nigériane d'espéranto (eo)
- (....)  Tchad : Association tchadienne d'espéranto (eo)
- (....)  Zimbabwe : Institut zimbabwéen d'espéranto (eo)

### Océanie
- (1910)  Nouvelle-Zélande : Association néo-zélandaise d'espéranto (eo)
- (1911)  Australie : Association australienne d'espéranto (eo)
- (1952)  Indonésie : Association indonésienne d'espéranto (eo)
- (2006)  Philippines : Association philippine d'espéranto (eo)
- (....)  Nouvelle-Calédonie : Association néo-calédonienne d'espéranto (eo)

### Asie
- (1919)  Japon : Institut japonais d'espéranto
- (1920)  Corée du Sud : Association coréenne d'espéranto
- (1950)  Israël : Ligue israélienne d'espéranto
- (1951)  Chine : Ligue chinoise d'espéranto (eo)
- (1956)  Viêt Nam : Association vietnamienne d'espéranto (eo)
- (1970)  Mongolie : Société mongole d'espéranto (eo)
- (1978)  Pakistan : Association pakistanaise d'espéranto (eo)
- (1989)  Malaisie : Association malaise d'espéranto (eo)
- (1990)  Népal : Association népalaise d'espéranto (eo)
- (1994)  Cambodge : Association cambodgienne d'espéranto (eo)
- (1996)  Iran : Association iranienne d'espéranto (eo)
- (2000)  Sri Lanka : Association sri lankaise d'espéranto (eo)
- (2005)  Tadjikistan : Association tadjik d'espéranto (eo)
- (onta)  Thaïlande : Institut thaïlandais d'espéranto (eo)
- (....)  Azerbaïdjan : Association azerbaïdjanaise d'espéranto (eo)
- (....)  Hong Kong : Association hongkongaise d'espéranto (eo)
- (....)  Inde : Fédération indienne d'espéranto (eo)
- (....)  Ouzbékistan : Association ouzbek d'espéranto (eo)
- (....)  Singapour : Association singapourienne d'espéranto (eo)

### Europe
- (1897)  Danemark : Association danoise d'espéranto
- (1898)  France : Espéranto-France
- (1901)  Tchéquie : Association tchèque d'espéranto (eo)
- (1902)  Hongrie : Association hongroise d'espéranto (eo)
- (1903)  Suisse : Société suisse d'espéranto
- (1904)  Royaume-Uni : Association britannique d'espéranto
- (1906)  Allemagne : Association allemande d'espéranto
- (1906)  Suède : Fédération suédoise d'espéranto (eo)
- (1907)  Bulgarie : Association bulgare d'espéranto (eo)
- (1907)  Finlande : Association finlandaise d'espéranto
- (1907)  Irlande : Association irlandaise d'espéranto
- (1907)  Roumanie : Association roumaine d'espéranto (eo)
- (1908)  Pologne : Association polonaise d'espéranto (eo)
- (1909)  Serbie : Ligue serbe d'espéranto (eo)
- (190x)  Norvège : Ligue espérantiste norvégienne (eo)
- (1910)  Bosnie-Herzégovine : Ligue bosnienne d'espéranto (eo)
- (1919)  Lituanie : Association lituanienne d'espéranto (eo)
- (1921)  Russie : Union espérantiste russe
- (1922)  Estonie : Association estonienne d'espéranto (eo)
- (1927)  Grèce : Association grecque d'espéranto
- (1936)  Autriche : Fédération autrichienne d'espéranto (eo)
- (1937)  Slovénie : Ligue slovène d'espéranto (eo)
- (1947)  Espagne : Fédération espagnole d'espéranto
- (1950)  Islande : Association islandaise d'espéranto (eo)
- (1956)  Italie : Fédération italienne d'espéranto
- (1957)  Macédoine : Ligue macédonienne d'espéranto (eo)
- (1961)  Malte : Société maltaise d'espéranto (eo)
- (1962)  Belgique : Fédération belge d'espéranto (eo)
- (1971)  Luxembourg : Association luxembourgeoise d'espéranto
- (1988)  Lettonie : Association lettone d'espéranto (eo)
- (1989)  Ukraine : Association ukrainienne d'espéranto (eo)
- (1990)  Géorgie : Association géorgienne d'espéranto (eo)
- (1991)  Albanie : Association albanienne d'espéranto (eo)
- (1991)  Arménie : Union espérantiste arménienne (eo)
- (1994)  Pays-Bas : Espéranto Pays-Bas (eo)
- (1997)  Slovaquie : Fédération slovaque d'espéranto (eo)
- (....)  Croatie : Ligue croate d'espéranto
- (....)  Portugal : Association portugaise d'espéranto (eo)

## Autres associations nationales et régionales
Voici quelques associations qui ne sont pas affiliées à l’association universelle d’espéranto :
 Catalogne
- Association catalane d'espéranto (eo)

 Colombie
- Association active des jeunes espérantophones de Bogotá (Aktiva Bogota Esperanta Junulara Asocio ABEJA)

 Écosse
- Association écossaise d'espéranto (Esperanto-Asocio de Skotlando)

 Région flamande
- Ligue flamande d'espéranto (eo)

 France
- Association française des cheminots pour l'espéranto (Franca Fervojista Esperanto-Asocio FFEA)
- Espéranto-Bretagne (Esperanto-Bretonio)
- Fédération espérantiste du travail (FET)
- Fédération Espéranto-Nord (Nordfrancia Esperanto-Federacio)
- Institut français d'espéranto (Franca Esperanto-Instituto FEI)
- Jura-Esperanto
- Réinsertion et Espéranto (Asocio Por la Sociala Integriĝo Kaj por Esperanto APSIKE)

 Québec
- Société québécoise d'espéranto

## Association mondiale anationale

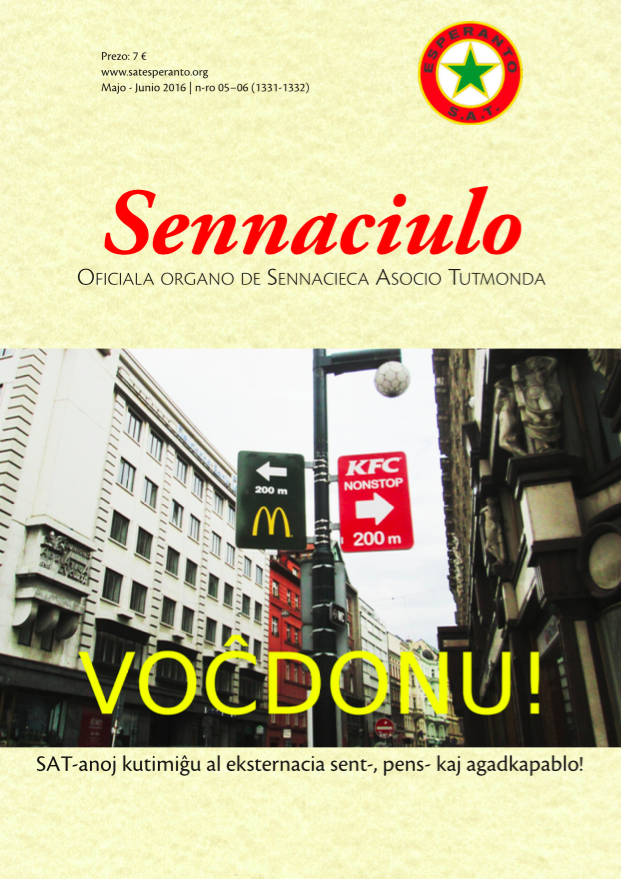
Sennaciulo, périodique de l’association mondiale anationale

L’association mondiale anationale possède des fractions par thème :
- Fraction pour l'économie distributive (Frakcio por Distribua Ekonomio)
- Fraction communiste (Komunista Frakcio)
- Fraction libertaire (Liberecana Frakcio)
- Fraction de la libre-pensée (Liberpensula Frakcio)
- Fraction pour la paix (Porpaca frakcio)
- Fraction anationaliste (Sennaciisma Frakcio)
- Fraction de l'arc-en-ciel (Ĉielarka Frakcio)
- Fraction humaniste (Humanista Frakcio)

### Associations espérantistes de travailleurs
- Anglophone : SAT en Grande-Bretagne (SAT En Britio SATEB)
- Francophone : SAT-Amikaro
- Germanophone : Association libre d'espéranto pour les régions germanophones (Libera Esperanto-Asocio por Germanlingvaj regionoj LEA/G)
- Hispanophone : SAT en Espagne (SAT-en-Hispanio SATeH)
- Italophone : Association italienne des travailleurs espérantistes (Itala Laborista Esperanto-Asocio iLEA)
- Russophone : Mouvement populaire russe d'espéranto (Popola Rusia Esperanto-Movado PREM)
- Suédophone : Association espérantiste suédoise de travailleurs (Sveda Laborista Esperanto Asocio SLEA)

## Institutions
- Académie d'espéranto
- Académie internationale des sciences de Saint-Marin

## Organisation mondiale des jeunes espérantophones
L’organisation mondiale des jeunes espérantophones possède de nombreuses sections à travers le monde, dont la liste non exhaustive suivante :
- Allemagne : Jeunesse espérantophone allemande (Germana Esperanto-Junularo GEJ)
- Autriche : Jeunesse espérantophone autrichienne (Aŭstria Esperanto Junularo AEJ)
- Canada : Jeunesse espérantiste canadienne (Junularo Esperantista Kanada JEK)
- Danemark : Organisation danoise des jeunes espérantophones (Dana Esperanta Junulara Organizo DEJO)
- États-Unis : Jeunesse espérantiste américaine (Usona Esperantista Junularo USEJ)
- France : Espéranto-Jeunes (Junulara Esperanta Franca Organizo JEFO)
- Hongrie : Jeunesse espérantophone hongroise (Hungara Esperanto-Junularo HEJ)
- Italie : Jeunesse espérantiste italienne (Itala Esperantista Junularo IEJ)
- Norvège : Jeunesse espérantiste norvégienne (Norvega Junularo Esperantista NJE)
- Pays-Bas : Jeunesse espérantophone néerlandaise (Nederlanda Esperanto-Junularo NEJ)
- République tchèque : Jeunesse espérantophone tchèque (Ĉeĥa Esperanto-Junularo ĈEJ)
- Royaume-Uni : Jeunesse espérantiste britannique (Junularo Esperantista Brita JEB)
- Russie : Mouvement de jeunesse espérantiste russe (Rusia Esperantista Junulara Movado REJM)
- Slovaquie : Jeunesse espérantophone slovaque (Slovakia Esperanta Junularo SKEJ)
- Suisse : Jeunesse espérantophone suisse

## Autres Associations internationales

### Artetlettres
- Art : Ligue artistique universelle des espérantistes (Universala Artista Ligo de Esperantistoj UALE)
- Littérature :
  - Académie littéraire d'espéranto (Akademio Literatura de Esperanto, ALE)
  - Centre PEN Espérantophone, branche du PEN club international
- Musique : Ligue musicale espérantophone (Muzika Esperanto Ligo MEL)
  - EUROKKA (Esperanto-Rok-Asocio)
  - Association klavar des Pays-Bas (Klavar-unuiĝo Nederlanda KuN)
- Philosophie : Association mondiale philosophique (Filozofia Asocio Tutmonda FAT)

### Politique
- Europe Démocratie Espéranto (Europo Demokratio Esperanto EDE)
- Altermondialisme :
  - Citoyens du Monde (Civitanoj de la Mondo)
  - Assemblée sociale mondiale (Monda Asembleo Socia MAS)
- Communisme : Collectif communiste espérantiste international (Internacia Komunista Esperantista Kolektivo IKEK)
- Écologisme : Association des verts espérantistes (Asocio de Verduloj Esperantistaj AVE)
- Pacifisme :
  - Mouvement espérantiste de la paix dans le monde (Mondpaca Esperantista Movado MEM)
  - Mondialement (Tutmonde ou Pacifista Movado)

### Religion

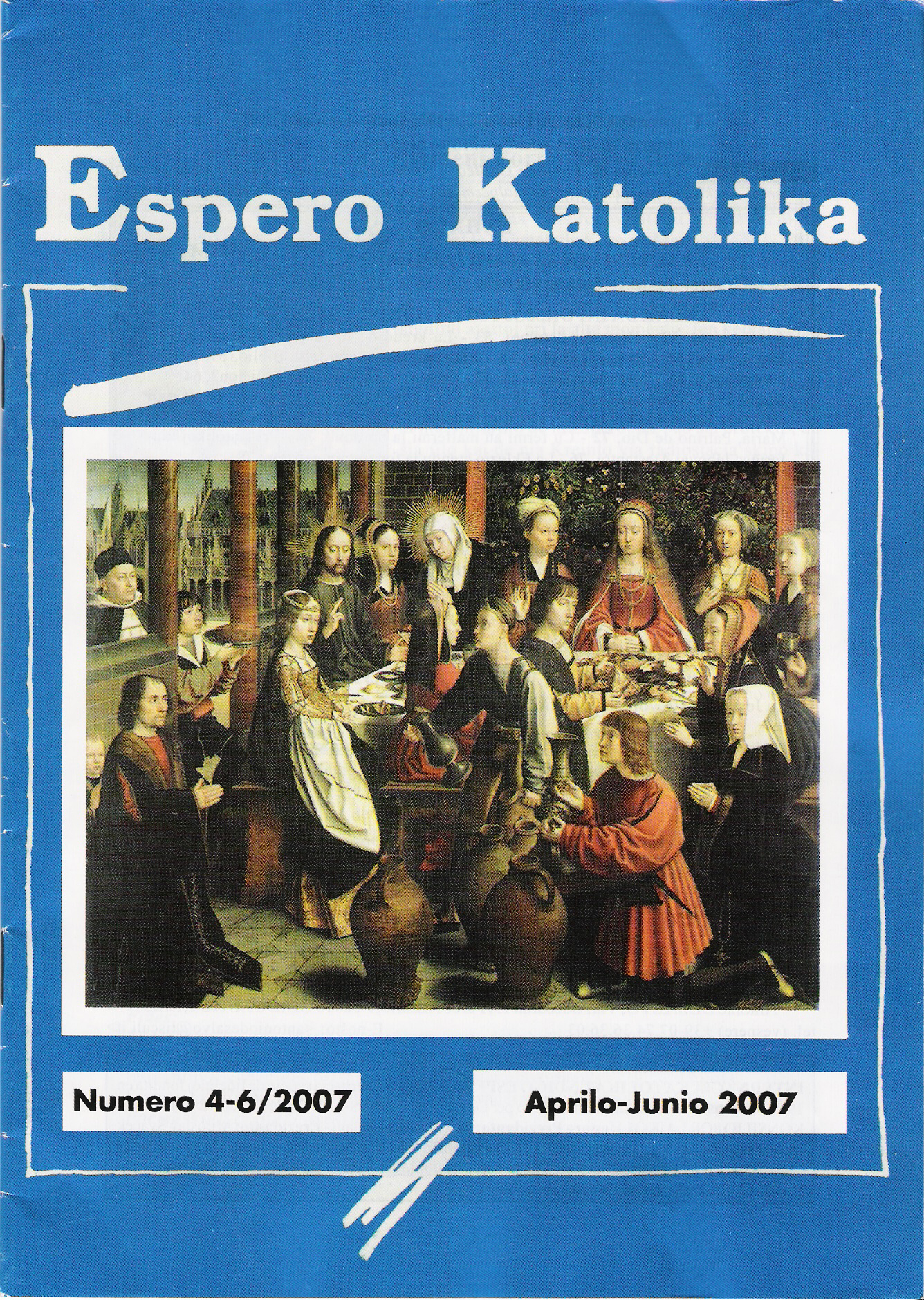
Espero Katolika, revue de l’union internationale des espérantistes catholiques

- Athéisme : Organisation mondiale athée espérantophone (Ateista Tutmonda Esperanto-Organizo ATEO)
- Bahaïsme : Ligue baha'ie espérantiste (Bahaa Esperanto-Ligo BEL)
- Bouddhisme : Ligue bouddhiste espérantiste (Budhana Ligo Esperantista BLE)
- Catholicisme : Union internationale des espérantistes catholiques (Internacia Katolika Unuiĝo Esperantista IKUE)
- Études bibliques : Association internationale des biblistes et des orientalistes (Internacia Asocio de Bibliistoj kaj Orientalistoj IABO)
- Islam : Association universelle musulmane espérantophone (Universala Islama Esperanto-Asocio UIEA)
- Mormonisme : Mouvement mormon pour l'espéranto (Por-Esperanta Mormonaro PEM)
- Œcuménisme : Ligue mondiale œcuménique (Tutmonda Ekumena Ligo TEL)
- Omoto : Association espérantophone de propagande oomoto (Esperanto-Propaganda Asocio de Oomoto EPA)
- Orthodoxie : Ligue mondiale espérantiste orthodoxe (Tutmonda Ortodoksa Ligo Esperantista TOLE)
- Protestantisme : Ligue chrétienne espérantiste internationale (Kristana Esperantista Ligo Internacia KELI)
- Quakérisme : Service quaker espérantophone (Kvakera Esperanto-Servo KES)
- Spiritisme : Société d'édition spirite F.V. Lorenz (Spirita Eldona Societo F.V. Lorenz)
- Théologie : Association d'étude internationale des préceptes spirituels et théologiques (Asocio de Studado Internacia pri Spiritaj kaj Teologiaj Instruoj ASISTI)
- Won Bouddhisme : Association espérantiste de won bouddhisme (Esperantista Asocio de Ŭonbudhismo EAŬ)

### Sciences
- Astronomie : Club espérantophone d'astronomie (Astronomia Esperanto-Klubo AEK)
- Biologie :
  - Cercle espérantophone de biologie et d'ornithologie (Biologia kaj Ornitologia Rondo Esperantlingva BORE)
  - Association pour l'introduction d'une nouvelle nomenclature en biologie (Asocio por la Enkonduko de Nova Biologia Nomenklaturo NBN)
- Mathématiques : Association internationale des mathématiciens espérantistes (Internacia Asocio de Esperantistaj Matematikistoj IAdEM)
- Médecine :
  - Association espérantophone universelle de médecine (Universala Medicina Esperanto-Asocio UMEA)
  - Association internationale de médecine naturelle (Internacia Naturkuraca Asocio INA)
  - Société mondiale de yumeiho (Monda Yumeiho-Societo)
- Science : Association scientifique espérantiste internationale (Internacia Scienca Asocio Esperantista ISAE)

### Sportetjeux
- Cyclisme : Association internationale des cyclistes espérantophones (Biciklista Esperanto Movado Internacia BEMI).
- Échecs : Ligue espérantophone internationale d'échecs (Esperanta Ŝak-Ligo Internacia EŜLI)
- Go : Ligue espérantiste internationale de go (Esperantista Go-Ligo Internacia EGLI)

### Autres associations
- Agriculture : Association espérantophone internationale d'agriculture (Internacia Agrikultura Esperanto-Asocio IAEA)
- Cécité : Ligue internationale des espérantistes aveugles (Ligo Internacia de Blindaj Esperantistoj LIBE)
- Chat :
  - Cercle Félin (Kata Rondo)
  - Amicale espérantiste des chats (Esperantista Kat-amikaro)
- Chemin de fer : Fédération espéranto internationale des cheminots (Internacia Fervojista Esperanto-Federacio IFEF)
- Construction : Association mondiale des constructeurs espérantistes (Tutmonda Asocio de Konstruistoj Esperantistaj TAKE)
- Droit : Association juridique espérantophone (Esperanta Jura Asocio)
- Économie : Groupement professionnel international d'économie et de commerce (Internacia Komerca kaj Ekonomia Fakgrupo IKEF)
- Enseignement : Ligue internationale des enseignants d'espéranto (Internacia Ligo de Esperantistaj Instruistoj ILEI)
- Ethnie : Comité international pour les libertés ethniques (Internacia Komitato por Etnaj Liberecoj IKEL)
- Europe :
  - Union européenne d'espéranto (Eŭropa Esperanto-Unio EEU)
  - Club européen (Eŭropa Klubo)
  - Association pour la conscience européenne (Asocio por Eŭropa Konscio AEK)
- Handicap : Association des handicapés espérantistes (Asocio de Esperantistaj Handikapuloj AEH)
- Homosexualité : Association internationale des gays et lesbiennes espérantistes (Ligo de Samseksamaj Geesperantistoj LSG)
- Journalisme : Association mondiale espérantiste journalistique (Tutmonda Esperantista Ĵurnalista Asocio TEĴA)
- Naturisme : Organisation naturiste espérantiste internationale (Internacia Naturista Organizo Esperantista INOE)
- Non-tabagisme : Association mondiale des non-fumeurs espérantistes (Tutmonda Asocio de Esperantistaj Nefumantoj TAdEN)
- Pédagogie : Visée internationale pour une éducation moderne par l'espéranto (Internacia Celado por Edukado Moderna per Esperanto ICEM Esperanto)
- Philatélie : Ligue philatéliste espérantophone (Esperanto-Ligo Filatelista ELF)

Cercle amical des collectionneurs d'objets espérantistes (Amika Rondo de Esperantaĵ-Kolektantoj AREK)
- PTT : Association espérantophone internationales des postes et télécommunications (Internacia Poŝtista kaj Telekomunikista Esperanto-Asocio IPTEA)
- Radio :
  - Amicale de l'espéranto sur les ondes (Amikaro de Esperanto en Radio AERA)
  - Ligue internationale des radioamateurs espérantistes (Internacia Ligo de Esperantistaj Radioamatoroj ILERA)
- Rotary International : Amicale des rotariens espérantistes (Rotaria Amikaro de Esperantistoj RADE)
- Scoutisme : Ligue des scouts espérantophones (Skolta Esperanto Ligo SEL).
- Solidarité :
  - Fonds mondial de solidarité contre la faim (Monda Fonduso de Solidareco Kontraŭ la Malsato)
  - Internet solidaire (Solidareca Reto)
- Syndicalisme : Action syndicale (Sindikata Agado)
- Tourisme : Tourisme mondial (Monda Turismo MT)
- Traduction : (Internacia Traduk-Reto pere de Esperanto ITRE)
- Universalisme : Alliance universelle (Alianco Universala)
- Végétarisme : Association végétarienne espérantiste mondiale (Tutmonda Esperantista Vegetarana Asocio TEVA)
- Mouvement espérantiste (Esperanto-movado)
- Institut Martinus (Martinus-lnstituto)
- Centre espérantiste internationale des citoyens du monde (Esperantista Internacia Centro de la Civitanoj de la Mondo)
- Cercle des amis de Bruno Gröning (Amikaro Bruno Gröning)
- Cercle des vétérans espérantistes (Veterana Esperantista Klubo VEK)
- Mouvement sans nom (Movado sen Nomo MsN)
- Esprit d'espoir (Espermenso)
- Chaîne des motards espérantistes (Esperantista Motorciklanta Ĉeno EMĈ)
- (Internacia Forstista Rondo Esperantlingva IFRE)
- (Hejmoj de Internacia Kulturo HIK)
- (Organiza Societo de Internaciaj Esperanto-Konferencoj OSIEK)
- (Esperanto-Fako de la Naturamika Internacio TANEF)
- (CEUFO - regiona Esperanta centro pri nifologio)
- (Asocio de Sociallaboristoj Esperantistaj ASLE)